# 黄杨木雕

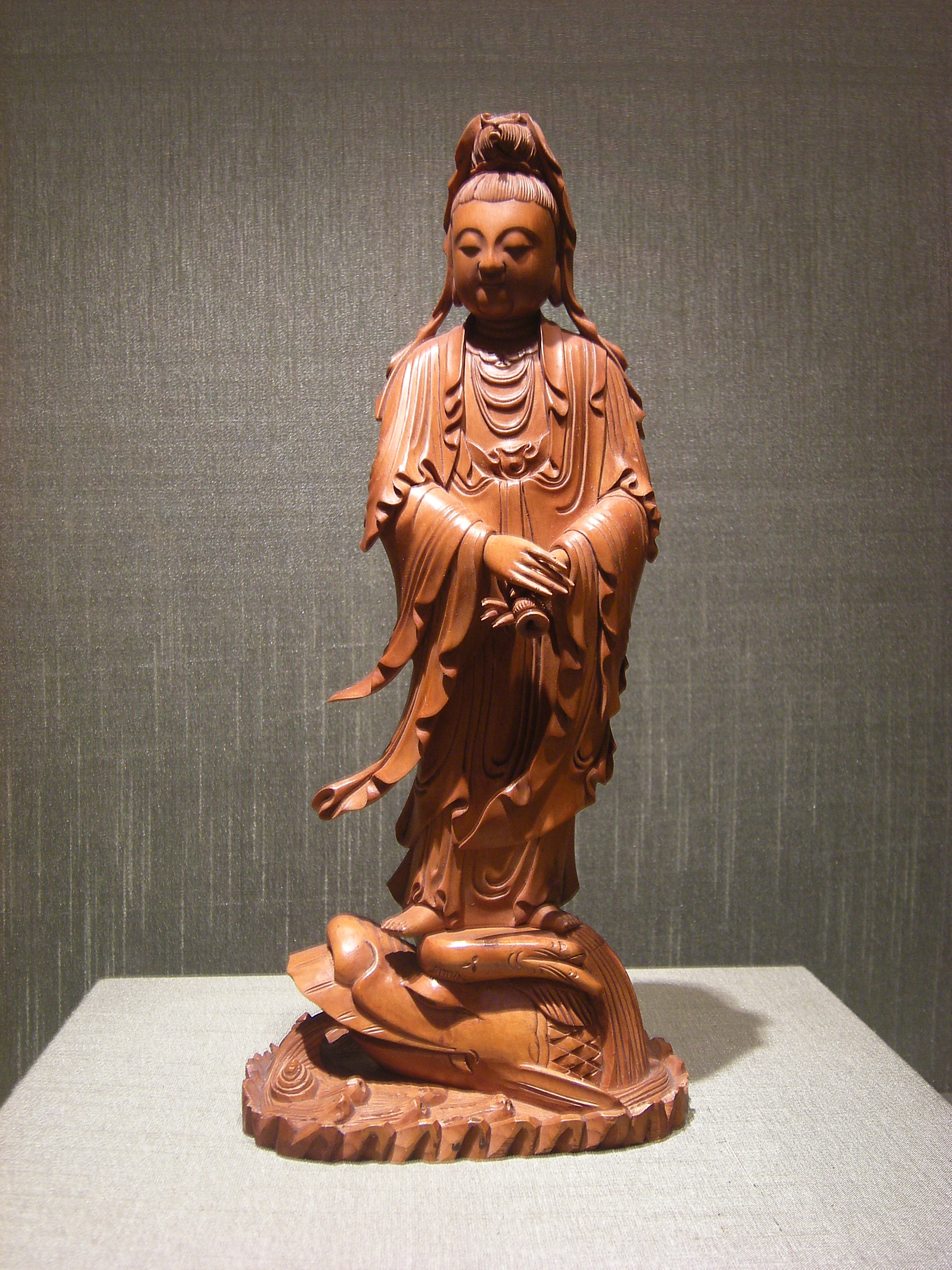
民国年间黄杨木雕观音（苏州博物馆藏）

黄杨木雕是以黄杨木为原材料的民間雕刻工藝品，主要产于浙江省乐清市。黄杨木生长缓慢，故古语有云：千年难长黄杨木。但由于其木质地坚韧光洁，纹理细密，色黄如象牙，年久色渐深，古朴美观，硬度适中，是一种雕刻小型圆雕的上佳材料。黄杨木雕与东阳木雕、青田石雕一道，是为“浙江三雕”。
关于黄杨木雕的起源有多种说法，一说最早它仅仅是作为当地元宵灯会龙船灯身上的装饰，直至清末才独立成为工艺雕刻品；又有说法为清末的一位叫叶承荣的放牛娃所发明。但目前有实物可查考的是元代至正二年（1342年）的“李铁拐”像，保存在北京故宫博物院。该领域的代表人物有晚清时期的朱子常。